# Liga Anti-Ley del Cereal
La Liga Anti-Ley del Cereal (Anti-Corn Law League) fue una organización británica fundada en 1839 consagrada a combatir las Leyes de Cereales de Inglaterra, que establecieron aranceles a la importación de cereales en ese país.
El arancel que fue establecido en 1815, favorecía a los terratenientes agrícolas y a él se oponían básicamente los asalariados, porque provocaba subidas de los precios de los productos alimenticios. Igualmente los empresarios de la industria afirmaban que provocaban un incremento  de los salarios de los trabajadores y presionaban al alza los precios de sus productos con las pérdida de competitividad exterior que esto suponía. En 1846, se estableció la desaparición de estos aranceles.
El rechazo del manchesterianismo a la participación del Estado en la dirección de la economía se constituyó en esta organización, su principal instrumento político, la cual se opuso abiertamente al proteccionismo agrario.

## Organización
Por medio de asociaciones locales formadas en casi todas las ciudades de Inglaterra y en algunas de Escocia, la Liga extendió su influencia llegando a adquirir sus ideas amplia repercusión. Su idea era establecer un libre comercio completo para reducir el precio de los productos básicos.
Fue dirigida por Richard Cobden, quien veía a dichas leyes como algo moralmente erróneo y como un perjuicio económico. Cobden y John Bright fueron sus miembros más destacados, mientras George Wilson, el presidente de la Liga era el encargado de las labores administrativas.

## Componente social
La liga movilizó a la clase media industrial en contra de los propietarios de tierras, persuadiendo al primer ministro Robert Peel de revocar las Leyes de cereales, consiguiendo su anulación en el año 1846. También tuvo apoyo de las religiones disidentes inglesas.